# آنگاستینا
آنگاستینا (به لاتین: Angastina) یک منطقهٔ مسکونی در قبرس شمالی است که در ناحیه غازی ماغوسا واقع شده‌است.